# Žana Friske
Žana Vladimirovna Friske (rus. Жанна Владимировна Фриске; Moskva, 8. jul 1974 — Moskva, 15. jun 2015) bila je ruska pevačica i glumica. Od 1996. do 2003. godine je bila član ruske grupe „Blestjaščije“ (rus. Блестящие). U međunarodnoj javnosti je poznata po ulozi Alise Donikove u filmovima Noćna straža i Dnevna straža, reditelja Timura Bekmambetova. Njen najuspešniji singl je bila pesma „Bila sam“ (Я была), koji je dostigao prvo mesto na ruskim top listama, dok je njen album dostigao najveću poziciju u rusofonim zemljama. Preminula je 15. juna 2015. godine.

## Karijera

### Filmografija
- 2004 - Noćna straža - veštica Alisa Donikova
- 2005 - Dnevna straža - veštica Alisa Donikova
- 2010 - O čemu govore muškarci? (О чем говорят мужчины) - igra samu sebe
- 2010 - Ko sam ja? (Кто я?) - Anja

### Diskografija

#### Albumi
- 2005 —
- 2006 — Жанна (reizdanje)

#### Singlovi
- 2003 —
- 2004 —
- 2005 —
- 2006 — Малинки (sa grupom „Diskoteka Avarija“)
- 2007 —
- 2008 —
- 2009 —
- 2009 —
- 2009 —
- 2009 —
- 2011 —

## Spoljašnje veze
- Žana Friske на веб-сајту  (језик: енглески)